# Ermesinda
Pour l’article homonyme, voir Ermesinde Ire de Luxembourg.
Ermesinde, (Ermesinda en espagnol, dans d'autres documents Ormisenda et même Ermisenda) est la fille de Pélage le Conquérant et la sœur de Favila. Elle transmit ses droits au pouvoir royal du Royaume des Asturies à son mari Alphonse Ier, fils du duc Pierre de Cantabrie.

## Biographie
Elle est née entre 720 et 730, probablement dans la région d'Oviedo, cependant l'événement n'est pas documenté, de même que la majorité des faits et personnages de l'époque contemporaine des troubles que représentent d'une part la conquête musulmane et la décomposition du Royaume wisigoth et d'autre part l'isolement de la région et l'immense méconnaissance au sujet de la famille de Pélage, ayant fui la cour tolédane vers le nord de la péninsule, appuyant l'idée selon laquelle celui-ci était un dignitaire dans la capitale du royaume wisigoth.[pas clair]
D'après la Chronique d'Albelda, elle était fille de don Pélage et de Gaudiosa (es). Elle épousa celui qui en définitive succéda à son père : Alphonse Ier, fils de Pierre, dernier Duc de Cantabrie, vint à occuper le trône des Asturie en 739 à la mort de son frère Favila jusqu'à 757. De son mariage naquirent deux fils, le futur roi Fruela Ier, Vimarano et une fille Audesinde.